# Hompelvoet

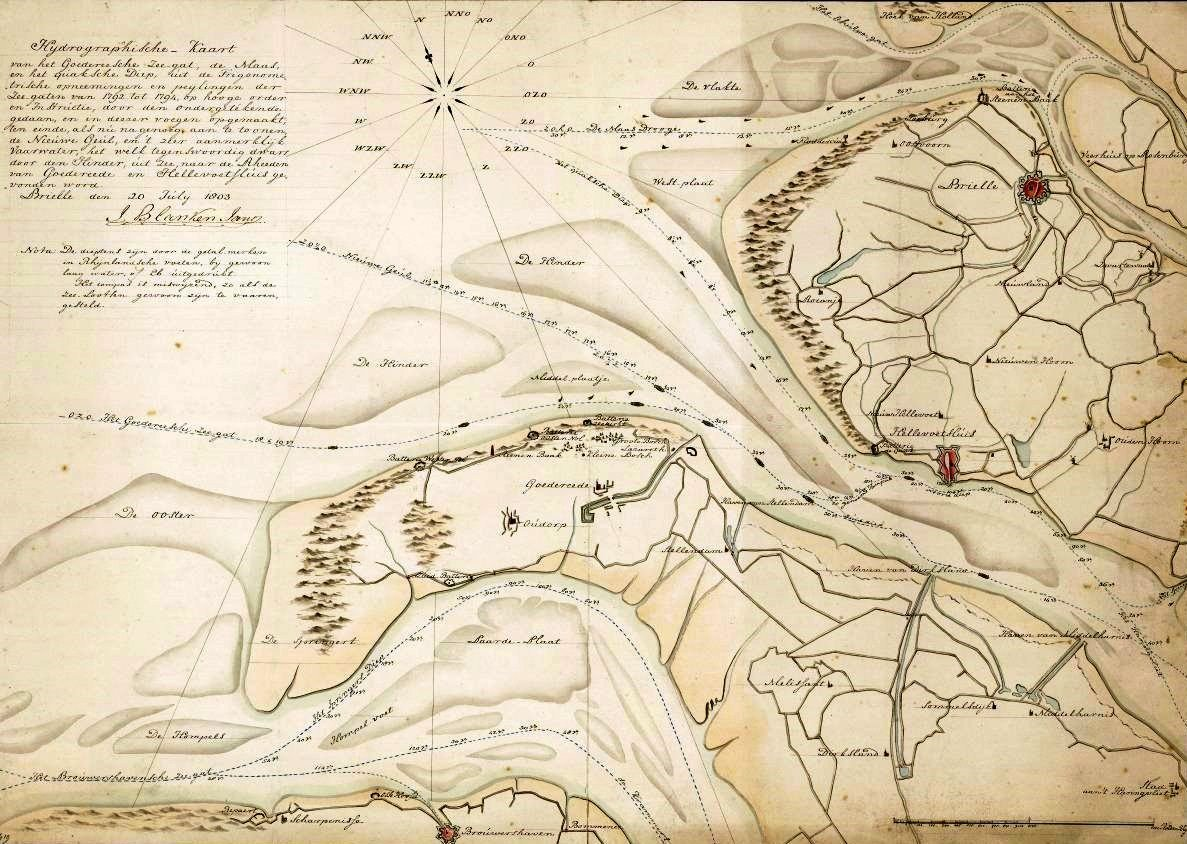
zeekaart uit 1803

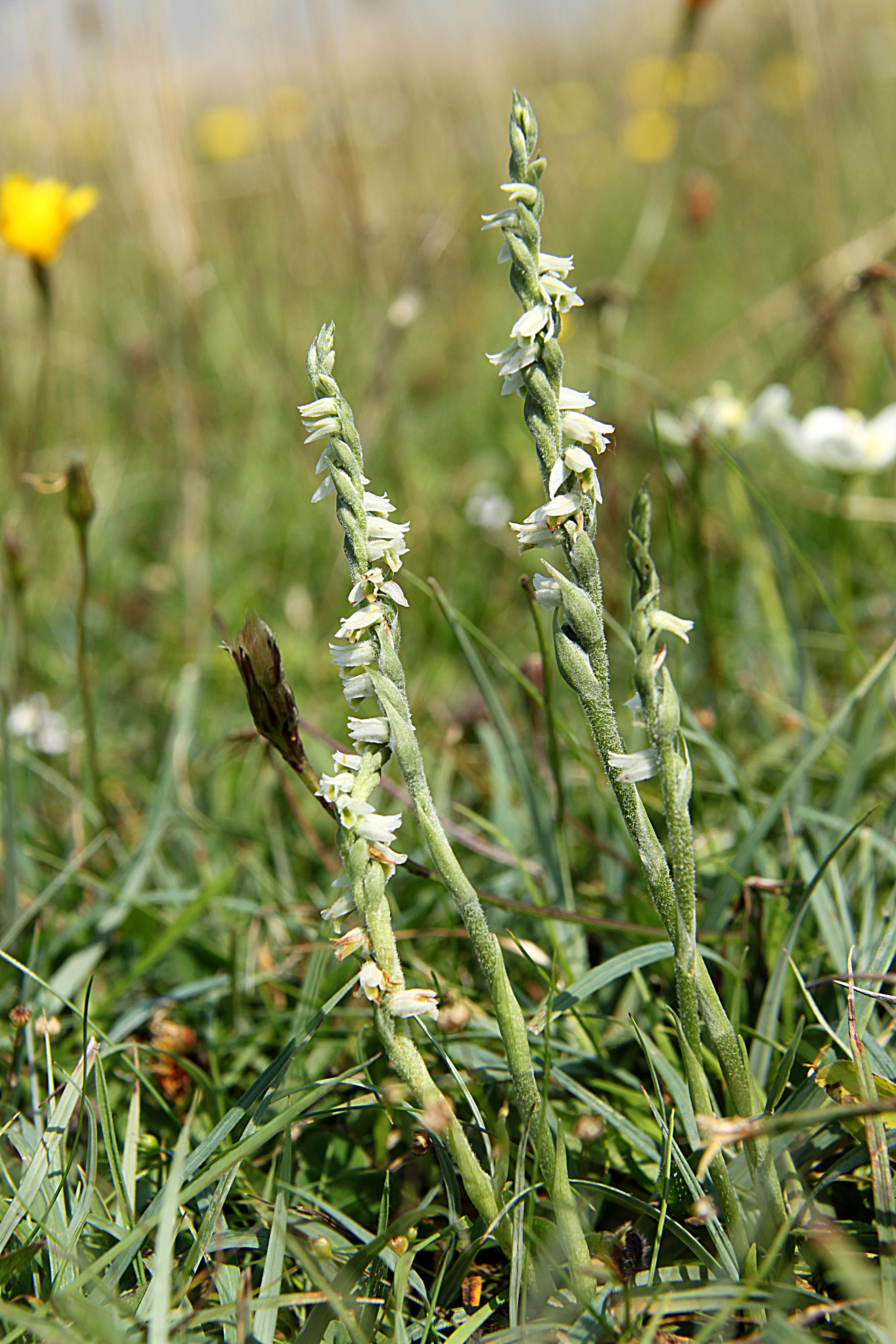
vegetatie met herfstschroeforchis, geelhartje (mini-zaaddoosjes op de voorgrond), herfstleeuwentand (geel) en parnassia (wit, achtergrond)

De Hompelvoet is een onbewoond eiland in het Grevelingenmeer, ten zuiden van de haven van Ouddorp en is onderdeel van de Zuid-Hollandse gemeente Goeree-Overflakkee. Oorspronkelijk was het een zandplaat die bij zeer hoog water overstroomde. Sinds de afsluiting van het Brouwershavense Gat in 1971, is het een permanent eiland. De oorspronkelijke Hompelvoet was uitsluitend het meest westelijke deel van de zandplaat, terwijl het oostelijke deel Paardenplaat werd genoemd. De Hompelvoet heeft een hoge natuurwaarde, en vertegenwoordigt een zeldzaam ecotoop.

## Natuur
Voor de uitvoering van de Deltawerken was de Hompelvoet vooral belangrijk als broedgebied voor verschillende soorten kustvogels, zoals de grote stern. De broedkolonie van de grote sterns is sindsdien verdwenen. Na de afsluiting van het Brouwershavense gat werd de Hompelvoet niet meer overspoeld met zout water en vormde zich door het neerslagoverschot een zoetwaterlens boven op het diepere zoute grondwater. Als gevolg daarvan zijn op de Hompelvoet grote, open en zeer bloemrijke vlakten en ruige struwelen ontstaan. Verschillende bijzondere plantensoorten zijn hier te vinden, waaronder zeldzame, of elders zelfs met uitsterven bedreigde soorten, die daarom op de Rode lijst zijn gezet. Opmerkelijk is de vondst in 2004 van de herfstschroeforchis (Spiranthes spiralis). Deze soort was op dat moment slechts bekend van twee andere plaatsen in Nederland. In 2015 is de populatie gegroeid tot ongeveer 45.000 exemplaren.

### Dieren

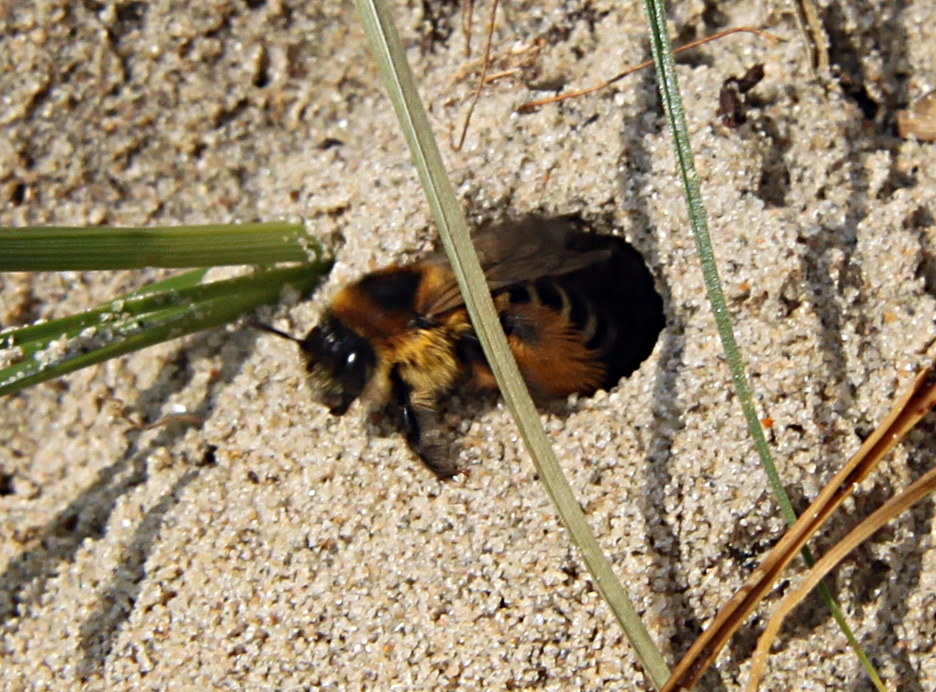
pluimvoetbij

Op Hompelvoet broeden ongeveer 20-30 paar grutto, 40 paar tureluur, en een paar visdief. Veelgeziene vlinders zijn onder meer icarusblauwtje, argusvlinder en hooibeestje, terwijl er ook allerlei solitaire bijen voorkomen, zowel degene die voor zichzelf zorgen, zoals de pluimvoetbij, als hun broedparasieten.

### Planten
De vegetatie bestaat over het grootste oppervlak uit planten die karakteristiek zijn voor vochtige duingraslanden. De meest opvallende soorten zijn heelblaadjes (Pulicaria dysenterica), kruipend stalkruid (Ononis repens), vertakte leeuwentand (Leontodon autumnalis), smalle rolklaver (Lotus glaber), bitterling (Blackstonia perfoliata), rode ogentroost (Odontites vernus) en heel veel parnassia (Parnassia palustris). Verdere karakteristieke soorten zijn sierlijke vetmuur of krielparnassia (Sagina nodosa), gewone vleugeltjesbloem (Polygala vulgaris), geelhartje (Linum catharticum), kleverige ogentroost (Parentucellia viscosa), kruisdistel (Eryngium campestre), addertong (Ophioglossum vulgatum), wolfspoot (Lycopus europaeus), bleke zegge (Carex pallescens), geelgroene zegge (C. demissa), dwergzegge (C. oederi), zilte zegge (C. distans), aardbeiklaver (Trifolium fragiferum), zilte schijnspurrie (Spergula salina), zeeweegbree (Plantago maritima), moeras- én schorrenzoutgras (Triglochin palustris en T. maritima). In de lagere en slikkige gedeeltes die nog zilt zijn groeit kortarige zeekraal (Salicornia europea).
In een poel groeit tenger fonteinkruid (Potamogeton pusillus), aarvederkruid (Myriophyllum spicatum), schedefonteinkruid (Potamogeton pectinatus), zittende en gesteelde zannichellia (Zannichellia palustris ssp. palustris, respectievelijk ssp. pedicellata). In droogvallende plassen kan waternavel (Hydrocotyle vulgaris) worden gevonden.

## Beheer
De Hompelvoet wordt het jaar rond begraasd met fjordenpaarden. Vanaf ongeveer half mei worden er koeien en kalveren op het eiland gezet, die in de loop van november weer weggehaald worden. Tussen 15 maart en 15 augustus is het eiland verboden toegang vanwege het broedseizoen. Dan legt een vogelwachter de ontwikkelingen in soorten en aantallen vogels en planten vast. De beherende organisatie is Staatsbosbeheer. Die wil het eiland graag open houden. Zonder ingrijpen zouden kruipwilg en duindoorn snel de vegetatie gaan overheersen en daarmee zouden veel van de bijzondere soorten van het vochtige duingrasland waarschijnlijk snel verdwijnen. Daarom wordt meestal in augustus het open gedeelte gemaaid. 
Omdat de kale zandbank na de afsluiting begroeid is geraakt en daardoor het broedgebied voor de meest kritische kustvogels is verdwenen is in 2008 is een nieuw eiland voor de westpunt van de Hompelvoet aangelegd, waarop in sterk wisselende aantallen verschillende kustvogels broeden.

## Publicaties
- Jan van Tienen: De verworvenheden, of hoe je iemand wordt die ernaar verlangt op het eiland Hompelvoet te zijn. Amsterdam, Das Mag, 2023. ISBN 9789493248052